# 吉爾吉斯跳棋
吉爾吉斯跳棋（Astar），是流傳於吉爾吉斯的兩人跳棋類。

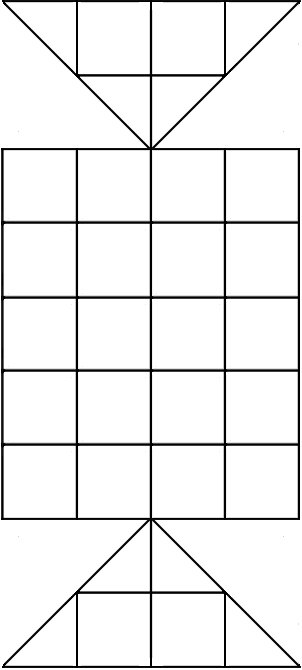
吉爾吉斯跳棋棋盤圖一

## 棋具
- 棋盤中間區域為六橫五豎的橫縱線交叉，另外上下邊中點作為三角形的頂點，各加上具一條橫線、三條縱線的三角形。組成共四十六個棋點。

- 各以兩色棋子區分敵我，每方各有十六枚。

## 規則
- 棋子皆放在棋點上。每方將己棋全放在靠近的三角形與中間區域的底線，剩下三枚放在中間區域第二橫線的二到四縱線位置。

- 任何棋子皆須需線移動。

- 每回合玩家可能有二種行動，以跳吃為優先：
  - 跳吃：己棋跳過一枚鄰邊的敵棋落到同線的緊連空點，然後把被跳過的敵棋移出棋盤，可再吃子時必須連跳吃。
  - 移子：移動一己子到鄰處的空棋點。

- 消滅或阻礙所有敵棋者獲勝[1]。

## 變體

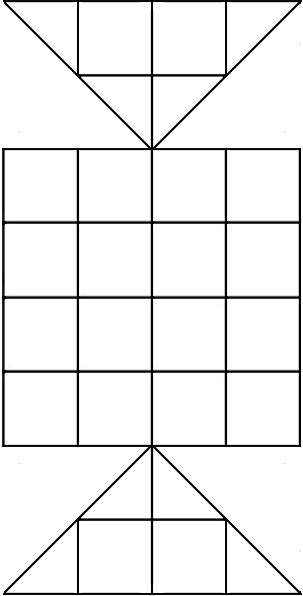
吉爾吉斯跳棋棋盤圖二

有變體是中間是五橫五豎，棋盤佈置同，除原先勝利外，占領地方三角型的七個點也可獲勝。

## 外部連結
- 遊戲圖片 （页面存档备份，存于）